# Parti national social-démocrate
Le Parti national social-démocrate (en kazakh : Жалпыұлттық социал-демократиялық партия romanisé :  Jalpyūlttyq Sotsial-Demokratialyq Partia abrégé JSDP ; en russe : Общенациональная социал-демократическая партия romanisé : Obshchenatsional'naya sotsial-demokraticheskaya partiya abrégé OSDP) est un parti politique kazakh.

## Histoire
Le parti est créé par Jarmakhan Tuyakbay le 10 septembre 2006 et enregistré le 25 janvier 2007. Il possède des sections dans toutes les provinces du pays et dans les villes d'Astana, Chymkent et Almaty.

## Résultats électoraux

### Élections présidentielles
| Année | Candidat        | Voix    | %    | Résultat |
| ----- | --------------- | ------- | ---- | -------- |
| 2022  | Nurlan Äuesbaev | 200 907 | 2,53 | Non élu  |

### Élections législatives
| Année | Voix               | %                  | Rang               | Sièges             |
| ----- | ------------------ | ------------------ | ------------------ | ------------------ |
| 2007  | 269 310            | 4,54               | 2e                 | 0 / 98             |
| 2012  | 116 534            | 1,68               | 4e                 | 0 / 98             |
| 2016  | 88 813             | 1,18               | 5e                 | 0 / 98             |
| 2021  | Boycott du scrutin | Boycott du scrutin | Boycott du scrutin | Boycott du scrutin |
| 2023  | 331 058            | 5,20               | 6e                 | 4 / 98             |